# Ognisko (film)
Ognisko (nid. Kampvuur) – belgijski film krótkometrażowy z 2000 roku w reżyserii Bavo Defurne.